# ネコサポステーション

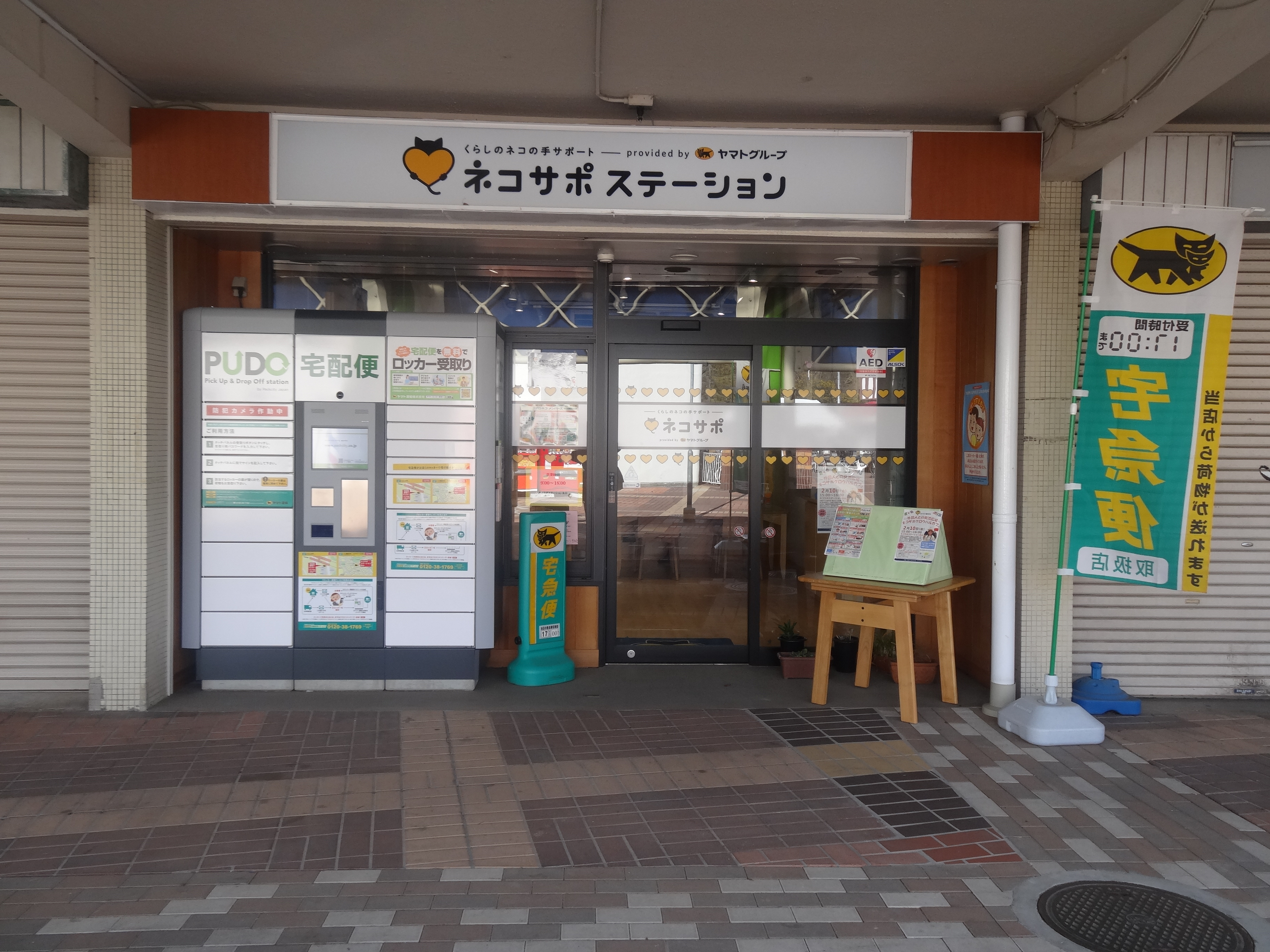
ネコサポステーション

ネコサポステーションは、ヤマトホールディングスが東京都多摩市で提供している買い物・家事代行サービス。国土交通省が推進する「地域を支える持続可能な物流ネットワークの構築に関するモデル事業」の一つ。
いわゆる買い物弱者対策としてヤマトホールディングスと独立行政法人都市再生機構、多摩市が連携した取り組みで、2016年4月28日に永山団地、貝取団地にそれぞれネコサポステーションに開設した。
サービスとしてはヤマト運輸に加え佐川急便、日本郵便の荷物の配送、コープみらい貝取店を利用した買い物代行・それ以外の買い物荷物の配送、家事代行サービスを行うとしている。